# Zámori-patak
A Zámori-patak Pusztazámortól északnyugatra ered, a Fejér vármegye északkeleti részén. A patak forrásától kezdve délkeleti irányban halad, átfolyik az M7-es autópálya alatt, majd a 7-es főút alatt, végül keletnek fordul, és Tárnoknál eléri a Benta-patakot.
A Zámori-patak vízgazdálkodási szempontból a Közép-Duna Vízgyűjtő-tervezési alegység működési területét képezi.

## Part menti települések
- Pusztazámor
- Tárnok